# Abdou Diallo
Abdou Diallo (Tours, 4 de maio de 1996) é um futebolista senegalês que atua como zagueiro e lateral-esquerdo. Atualmente joga no Al-Arabi, do Catar.

## Carreira
Abdou Diallo começou a carreira no Monaco.

## Títulos
Senegal
- Campeonato Africano das Nações: 2021

França Sub-19
- Campeonato Europeu Sub-19: 2016

Monaco
- Campeonato Francês: 2016–17

Paris Saint-Germain
- Campeonato Francês: 2019–20, 2021–22
- Copa da França: 2019–20, 2020–21
- Copa da Liga Francesa: 2019–20
- Supercopa da França: 2019, 2020, 2022

RB Leipzig
- Copa da Alemanha: 2022–23